# جانکارلو مالدونادو
جانکارلو مالدونادو (انگلیسی: Giancarlo Maldonado؛ زادهٔ ۲۹ ژوئن ۱۹۸۲) بازیکن فوتبال اهل ونزوئلا است که در پست مهاجم بازی می‌کند.
وی همچنین در تیم ملی فوتبال ونزوئلا بازی کرده‌است.